# Ainsa

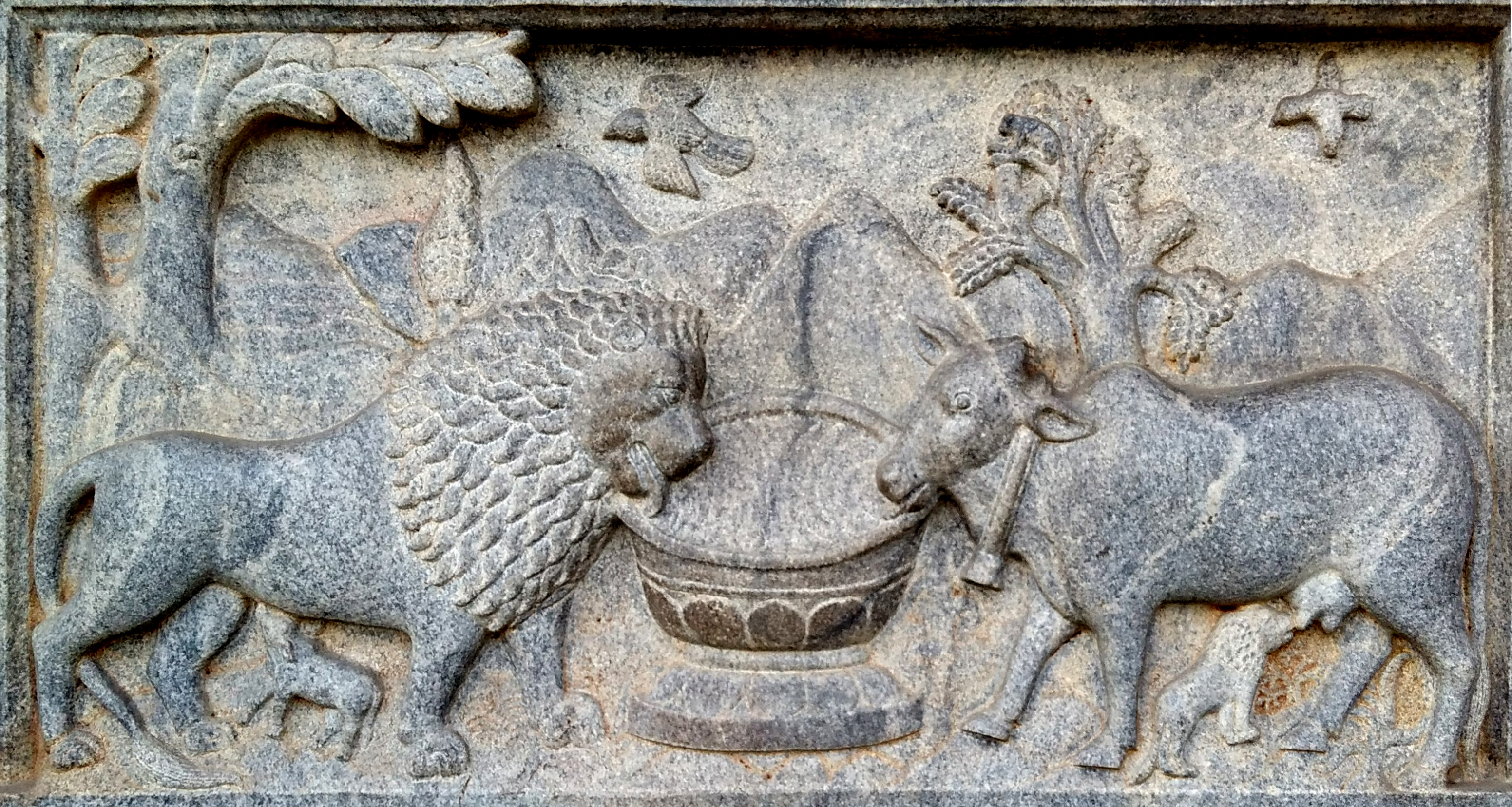
Relevo no templo jainista Ahinsa Sthal, em Mehrauli, em Deli, ilustrando o princípio do ainsaː um leão e uma vaca compartilham o alimento pacificamente, e o filhote de leão mama nas tetas da vaca.

Ainsa (do sânscrito अहिंसा, ahimsâ, "não injúria") é um princípio ético-religioso adotado principalmente pelo jainismo e presente no hinduísmo e no budismo, e que consiste em não cometer violência contra outros seres. O ainsa é inspirado pela premissa de que todos os seres vivos têm uma centelha da energia espiritual divina; consequentemente, ferir alguém é ferir a si próprio. O ainsa também se relaciona à ideia de que qualquer violência tem consequências cármicas. Antigos estudiosos do hinduísmo foram pioneiros na formulação do conceito de ainsa e o desenvolveram ao longo do tempoː contudo, o princípio do ainsa veio a atingir particular importância na ética jainista.
O preceito de "não causar dano" do ainsa inclui intenção, palavras e pensamentos do praticante. A literatura clássica do hinduísmo, como o Mahabharata e o Ramáiana, e estudiosos contemporâneos costumam debater os princípios do ainsa em situações de guerra e de defesa pessoal, fornecendo elementos para a doutrina da guerra justa. No Ocidente, o princípio do ainsa popularizou-se (ainda que de uma forma distorcida, segundo alguns) graças a Mahatma Gandhi (1869-1948).

## Etimologia
A palavra sânscrita deriva do radical hiṃs, "bater, golpear"; hiṃsā significa "dano", a-hiṃsā significa o oposto, isto é, "ausência de dano", "não violência".
Existe um debate sobre a origem do termo e sobre a forma como seu sentido evoluiu. Manfred Mayrhofer e Dumot sugerem que a etimologia da palavra possa ser han, "matar", o que leva à interpretação de que ainsa significa "não matar". Já Schmidt e Henk Bodewitz defendem que a etimologia correta da palavra é  hiṃs e o verbo sânscrito hinasti, o que leva à interpretação de que ainsa significa "não ferir". Wackernagel-Debrunner concorda com a segunda explicação.
Na literatura clássica sânscrita do hinduísmo, a palavra adroi é, algumas vezes, usada no lugar de ainsa, como uma das virtudes cardeais para a vida moral. Um exemplo está no Baudhayana Dharmasutra 2.6.23: वाङ्-मनः-कर्म-दण्डैर् भूतानाम् अद्रोही ("Aquele que não fere outros com palavras, pensamentos ou atos é chamado de adrohi".).

## Hinduísmo

### Antigos textos védicos
O conceito de ainsa se desenvolveu ao longos dos textos védicos. Os textos mais antigos, enquanto discutem os rituais de sacrifício de animais, mencionam, indiretamente, o ainsa, porém sem enfatizá-lo. Ao longo do tempo, os rituais e o conceito de ainsa foram sendo continuamente refinados e enfatizados, até que, no período védico tardio (por volta de 500 a.C.), o ainsa se tornou a virtude máxima. Por exemploː o hino 10.22.13 do Rigueveda usa as palavras satya (verdade) e ainsa numa oração ao deus Indra. Mais tarde, o Iajurveda, datado de 1000 a 600 a.C., dizː "possa todo ser me olhar com olhos benévolos, possa eu fazer o mesmo, e que ambos possamos nos olhar com os olhos de amigo."
O termo aparece no texto Taitiria Xaca do Iajurveda (TS 5.2.8.7), se referindo à não injúria ao próprio sacrificante. Aparece várias vezes no Satapatha Brahmana com o sentido de "não injúria". A mais antiga referência à ideia de não violência a animais (pashu-ahimsa) está no Kapisthala Katha Samhita do Iajurveda (KapS 31.11), que foi escrito por volta do século VIII a.C. Bowker diz que o termo aparece porém com pouca frequência nos principais Upanixades. Kaneda cita exemplos de uso do termo nos Upanixades. Outros acadêmicos sugerem que o ainsa começou seu desenvolvimento nos Vedas, até se tornar um conceito central dos Upanixades.
O Chāndogya Upaniṣad, datado do século VIII ou VII a.C., um dos mais antigos Upanixades, tem a mais antiga evidência do termo no sentido comum do hinduísmo (como um código de conduta). Ele proíbe a violência contra "todas as criaturas" (sarvabhuta), e o praticante de ainsa é tido como capaz de escapar ao ciclo das metempsicoses (CU 8.15.1). Alguns estudiosos acreditam que o conceito tenha sido uma concessão do hinduísmo védico à crescente influência do jainismo.
O Chāndogya Upaniṣad nomeia o ainsa, junto com o satyavacanam (verdade), arjavam (sinceridade), danam (caridade) e tapo (penitência/meditação), como as cinco virtudes essenciais (CU 3.17.4).
O Sandilya Upanixade lista dez obrigaçõesː ainsa, satya (verdade), asteya (não roubar), brahmacharya (castidade, fidelidade), daya (compaixão), arjava (sinceridade, não hipocrisia), kshama (paciência), dhriti (persistência), mitahara (alimentação moderada) e saucha (pureza mental, de fala e corporal).

### Literatura épica
O Mahabharata menciona, várias vezes, a frase Ahimsa Paramo Dharma (अहिंसा परमॊ धर्मः), que significa, literalmente, "a não violência é a mais alta virtude moral". Por exemploː o Mahaprasthanika Parva, que é o 17º dos dezoito livros que compõe o Mahabharata, tem o versoː

अहिंसा परमॊ धर्मस तथाहिंसा परॊ दमः।

अहिंसा परमं दानम अहिंसा परमस तपः।

अहिंसा परमॊ यज्ञस तथाहिस्मा परं बलम।

अहिंसा परमं मित्रम अहिंसा परमं सुखम।

अहिंसा परमं सत्यम अहिंसा परमं शरुतम॥
Esse trecho enfatiza a importância capital do ainsa dentro do hinduísmo, significando, literalmenteː "O ainsa é a mais alta virtude, o ainsa é o mais alto autocontrole, o ainsa é o maior presente, o ainsa é o melhor sofrimento, o ainsa é o mais alto sacrifício, o ainsa é a melhor força, o ainsa é o maior amigo, o ainsa é a melhor felicidade, o ainsa é a verdade mais elevada, o ainsa é o melhor ensinamento". Outros livros do Mahabharata que discutem a frase Ahimsa Paramo Dharma são o Adi Parva, o Vana Parva e o Anushasana Parva. O Bagavadguitá, entre outros temas, discute qual a resposta apropriada diante da violência da guerra, desenvolvendo os conceitos de violência legítima e guerra justa. Entretanto, não há consenso sobre esta interpretação. Gandhi, por exemplo, interpreta este trecho como uma metáfora para a guerra interna que se processa dentro de todo ser humano que é confrontado por dilemas morais.

### Autodefesa, direito penal e guerra
Os textos clássicos do hinduísmo dedicam vários capítulos à discussão sobre o que um praticante de ainsa pode e deve fazer quando confrontado com situações de guerra, ameaça de violência ou necessidade de sentenciar alguém culpado por um crime. Essa discussão levou à formulação de várias teorias sobre a guerra justa, sobre a autodefesa aceitável e sobre a punição proporcional. O Artaxastra discute, entre outras coisas, o que constitui a resposta e a punição proporcionais.

#### Guerra
Dentro do hinduísmo, o ainsa prega que toda guerra deve ser evitada através de um diálogo sincero. A força deve ser o último recurso. Se a guerra é necessária, sua causa deve ser justa, seu propósito deve ser virtuoso, seu objetivo deve ser limitar o mal, sua finalidade deve ser a paz, seu método deve ser correto. A guerra somente pode ser iniciada e finalizada por uma autoridade legítima. As armas utilizadas devem ser proporcionais ao oponente e ao objetivo da guerra, e não devem produzir destruição aleatória. Todas as estratégias e as armas utilizadas devem visar à vitória sobre o adversário, e não a causar dor ao adversário. Por exemploː o uso de flechas é permitido, mas não o uso de flechas embebidas em veneno doloroso. Os guerreiros devem usar o discernimento no campo de batalha. Crueldade para com o oponente durante a guerra é proibido. Guerreiros feridos ou desarmados não devem ser atacados ou mortos, e sim recolhidos e tratados. Crianças, mulheres e civis não devem ser feridos. Durante a guerra, o diálogo sincero em busca da paz deve ser mantido.

#### Autodefesa
No que tange à autodefesa, diferentes interpretações têm sido oferecidas a antigos textos hindus. Por exemplo, Tähtinen sugere queː a autodefesa é apropriada; criminosos não são protegidos pela regra do ainsa; e as escrituras hindus apoiam o uso de violência contra um agressor armado. Ainsa não implica pacifismo.
Teorias alternativas de autodefesa inspiradas pelo ainsa construíram princípios similares às teorias da guerra justa. O aiquidô, originário do Japão, é um exemplo desses princípios de autodefesa. Morihei Ueshiba, o fundador do aiquidô, descreveu sua inspiração como ainsa. De acordo com esta interpretação do ainsa para a autodefesa, o ser humano precisa ter consciência de que o mundo não está livre da agressão. Precisa ter consciência de que algumas pessoas, por ignorância, medo ou raiva, atacarão outras pessoas ou invadirão seu espaço física ou verbalmente. O objetivo da autodefesa, sugeriu Ueshiba, deve ser neutralizar a agressão do atacante, e evitar o conflito. A melhor defesa é aquela na qual a vítima fica protegida, e o agressor é respeitado e não ferido, se possível. Sob a égide do ainsa e do aiquidô, não há inimigos, e a autodefesa apropriada foca em neutralizar a imaturidade, as suposições e os movimentos agressivos do atacante.

#### Direito Penal
Tähtinen conclui dizendo que os hindus não têm receios quanto à pena de morte; a posição dos hindus é a de que quem comete crimes que merecem a morte deve ser morto, e o rei é obrigado a punir os criminosos e não deve hesitar em matá-los, mesmo que eles sejam seus próprios irmãos e filhos.
Outros estudiosos concluem que as escrituras hindus sugerem que as sentenças para qualquer crime precisam ser justas, proporcionais e não cruéis.

#### Pacifismo
Não consenso quanto ao pacifismo entre os estudiosos atuais do hinduísmo. O conflito entre as interpretações pacifistas do ainsa e as teorias da guerra justa prescritas pelo Gita foi solucionada por alguns estudiosos como Gandhi como a guerra sendo uma alegoria da batalha que se processa dentro de todo ser humano entre suas tendências mais elevadas e suas tendências demoníacas.

### Vida não humana
O preceito hindu de "não causar injúria" se aplica aos animais e a todas as formas de vida. O preceito não se encontra nos versos mais antigos dos Vedas, mas se tornou progressivamente uma das ideias principais dos Vedas entre 500 a.C. e 400. Nos textos mais antigos, numerosos ritos de sacrifício de animais como vacas e cavalos são destacados, e não há, praticamente, menção ao ainsa aplicado a vida não humana.
Escrituras hindus datadas entre os séculos V e I a.C., enquanto discutem a dieta humana, inicialmente sugerem que carne kosher pode ser consumida; posteriormente, sugerem que somente carne obtida em rituais de sacrifício pode ser consumida. Finalmente, diz que os homens não devem comer carne pois isso causa sofrimento aos animais, e versos descrevem que a vida nobre é a que vive apenas de flores, raízes e frutas.
Textos posteriores declaram que o ainsa é uma das virtudes fundamentais, e declaram que ferir ou matar qualquer ser vivo é contrário ao darma (lei moral). Finalmente, a discussão nos Upanixades e nos épicos hindus passa para a discussão sobre a possibilidade ou não de o ser humano conseguir viver sem ferir os animais e as plantas; quais e quando as plantas ou os animais podem ser comidos; se o ferir animais torna os homens menos compassivos; e se e como os seres humanos podem causar o menor dano possível aos não humanos, dada a exigência do ainsa e as necessidades próprias dos seres humanos. O Mahabharata permite a caça realizada por guerreiros, porém a proíbe no caso de ermitões, que precisam ter uma conduta estritamente não violenta. O Sushruta Samhita, um texto hindu escrito no século III ou IV, no seu capítulo XLVI, sugere que o melhor remédio para curar certas doenças é uma dieta apropriada, e recomenda peixes e carne para tratar várias doenças e para mulheres grávidas. O Charaka Samhita descreve a carne como o melhor alimento para os convalescentes.
Ao longo dos textos do hinduísmo, existe uma profusão de ideias quanto à aplicação do ainsa a vidas não humanas, porém não existe um consenso. Alsdorf defende que o debate e as divergências entre os vegetarianos e os carnívoros eram significativos. Até as exceções apresentadas - rituais de sacrifício e caça - eram contestadas pelos partidários do ainsa. No Mahabharata, tanto os carnívoros como os vegetarianos apresentam vários argumentos para sustentar seus pontos de vista, e um caçador defende sua profissão em um longo discurso.
Muitos dos argumentos a favor da não violência para com os animais se referem à satisfação que tal atitude gera, bem como a seus supostos efeitos cármicos.
Os antigos textos hindus discutem o ainsa aplicado à vida não animal. Eles desencorajam a destruição aleatória da natureza, inclusive de plantas selvagens ou cultivadas. Ermitões (sannyasins) são estimulados a adotar uma dieta à base de frutas para evitar a destruição de plantas. Acadêmicos defendem que os princípios da não violência ecológica são inatos à tradição hindu, e que sua fonte conceitual é a virtude cardeal do ainsa.
A literatura clássica do hinduísmo existe em muitas línguas indianas. Por exemploː o Tirukkuṛaḷ, escrito entre 200 a.C. e 400, algumas vezes chamado de "Veda tâmil", é um dos mais queridos clássicos do hinduísmo escritos em uma língua do sul da Índia. O Tirukkuṛaḷ dedica os capítulos 26, 32 e 33 do Livro 1 à virtude do ainsa, enfatizando, respectivamente, o vegetarianismo, a não violência e o não matar. O Tirukkuṛaḷ aplica o ainsa a todas as formas de vida.

### Tempos atuais
Do século XIX até hoje, proeminentes figuras da espiritualidade indiana como Swami Vivekananda,Ramana Maharshi, Swami Sivananda, Bhaktivedanta Swami Prabhupada e Vijaypal Baghel enfatizaram a importância do ainsa.

#### Gandhi
Gandhi promoveu o princípio do ainsa em todas as esferas da vida, principalmente na política (swaraj). Seu movimento satyagraha de não violência teve um imenso impacto na Índia, impressionou a opinião pública ocidental e influenciou líderes de vários movimentos por direitos políticos e civis como Martin Luther King Jr. e James Bevel. No pensamento de Gandhi, o ainsa proíbe não apenas infligir dor física, mas também estados mentais agressivos, comportamento violento, palavras duras, desonestidade e mentira. Gandhi acreditava que o ainsa era uma força criativa que conduzia todo ser humano a encontrar satya, a "verdade divina". Sri Aurobindo criticou o conceito de ainsa de Gandhi por ser pouco realista e não aplicável a todas as situações; ele adotou uma posição pragmática não pacifista, dizendo que a justificação da violência depende das circunstâncias específicas de cada situação. Seri Aurobindo também afirmou que a postura de Gandhi levou à partição da Índia na medida em que teria bloqueado a ação do povo indiano durante as décadas de 1920 e 1930, atrasando a independência indiana e permitindo, dessa forma, o crescimento dos movimentos que queriam uma Índia dividida.
Gandhi disse que "o ainsa está no hinduísmo, está no cristianismo e também está no islamismo". E acrescentouː "a não violência é comum as religiões, mas encontrou sua mais alta expressão e aplicação no hinduísmo (não considero o jainismo e o budismo separados do hinduísmo). Quando questionado se a violência e a não violência são ambas ensinadas no Alcorão, disseː "ouvi muitos amigos muçulmanos dizerem que o Alcorão ensina o uso da não violência. O argumento sobre a não violência no sagrado Alcorão é uma interpolação, não necessária para minha tese."
Mahatma Gandhi fez, do ainsa, o báculo de sua doutrina política. Gandhi definiu a manifestação de ainsa assim: "A não violência não consiste em renunciar a toda luta real contra o mal. A não violência, tal como eu a concebo, empreende uma campanha mais ativa contra o mal que a lei de talião, cuja natureza mesma traz como resultado o desenvolvimento da perversidade. Eu levanto, frente ao imoral, uma oposição mental e, por conseguinte, moral. Trato de amolecer a espada do tirano, não cruzando-a com um aço mais afiado, mas defraudando sua esperança ao não oferecer resistência física alguma. Ele encontrará em mim uma resistência da alma, que escapará de seu assalto. Essa resistência primeiramente o cegará e em seguida o obrigará a dobrar-se. E o fato de dobrar-se não humilhará o agressor, mas o dignificará [...]"
Sua concepção, no entanto, se tratava de uma distorção do antigo princípio iogue de ainsa. Ao rejeitar qualquer tipo de violência, a filosofia de Gandhi se torna menos eficaz, como observou Prabhat Ranjan Sarkar em um de seus discursos: "Embora a abordagem humanista funcione em certos casos, ela na maioria das vezes não produz resultado algum; e mesmo quando funciona, demora muito tempo a fazê-lo." E continuouː "Se qualquer país comete atrocidades contra suas minorias ou ataca qualquer vizinho frágil, então os outros vizinhos devem reagir; mobilizando a força necessária, eles devem deter o tirano para estabelecer a paz sutil. Por isso, as pessoas que desejam restaurar a paz sutil terão de fazer esforços contínuos para ganhar forças. É impossível que as cabras estabeleçam a paz sutil numa sociedade de tigres. Infelizmente, aqueles que acreditam que a não violência seja evitar o uso da força não podem estabelecer a paz sutil, e nem defender a liberdade conquistada a duras penas."

#### Albert Schweitzer
Um estudo histórico e filosófico do ainsa foi utilizado por Albert Schweitzer para formular o princípio da "reverência pela vida". Schweitzer louvou as tradições filosóficas e religiosas indianas pela ética do ainsa, pois "o surgimento do mandamento de não matar e não ferir é um dos maiores eventos da história espiritual da humanidade". Ao mesmo tempo, no entanto, Schweitzer observou que não matar e não ferir não são sempre possíveis nos casos de autodefesa, e não são éticos em casos como o de fome intensa.

### Ioga
O ainsa é imperativo para os praticantes do rajaioga de oito partes de Patânjali. Faz parte da primeira parte, sendo o primeiro dos cinco iamas (autoproibições). A primeira parte, junto com a segunda parte, constitui o código de conduta da ioga. O ainsa ainda é um dos dez iamas do hataioga de acordo com o verso 1.1.17 do clássico manual Hatha Yoga Pradipika. O significado do ainsa como a primeira proibição da primeira parte da ioga é a de que ele é o fundamento para o progresso futuro do praticante. É o precursor do asana, ensinando que o sucesso da prática da ioga requer a purificação prévia dos pensamentos, palavras e intenções do praticante através do ainsa.

## Jainismo
No jainismo, a compreensão e a implementação do ainsa são mais radicais, escrupulosas e detalhadas do que em qualquer outra religião. Matar qualquer criatura viva sem que a pessoa esteja transtornada por paixões é considerado  hiṃsā (ferir), e se abster de tal ato é considerado ainsa (não ferir). O voto de ainsa é considerado o mais importante dentre os cinco votos do jainismo. Outros votos, como satya (verdade), foram idealizados para proteger o voto de ainsa. Na prática do ainsa, os requerimentos são menos estritos para leigos (śrāvaka) que assumiram os votos menores (anuvrata) do que para os monges jainistas que assumiram os grandes votos (mahavrata). A afirmação ahimsā paramo dharmaḥ está inscrita nas paredes de todos os templos jainistas. Como no hinduísmo, o objetivo é se prevenir da acumulação de carma ruim. Quando Mahavira reviveu e reorganizou a fé jainista no século VI ou V a.C., o ainsa já era uma regra estabelecida e observada estritamente. Rishabhanatha (Ādinātha), o primeiro tirthankara jainista, que os historiadores ocidentais atuais consideram ter sido um personagem histórico real,  foi sucedido por Parshvanatha (Pārśvanātha), que viveu por volta do século VIII a.C. Este fundou a comunidade à qual pertenciam os pais de Mahavira. O ainsa já fazia parte da quádrupla proibição (Caujjama), que eram os votos tomados pelos seguidores de Parshva. No tempo de Mahavira e nos séculos seguintes, os jainistas entraram em conflito com os budistas e com os hindus, a quem eles acusavam de negligência e inconsistência na implementação do ainsa. De acordo com a tradição jainista, é obrigatório o lactovegetarianismo ou o veganismo.
O conceito jainista de ainsa tem vários aspectos. Ele não abre exceções para sacrificantes rituais ou para guerreiros-caçadores. Matar animais para se alimentar é terminantemente proibido. Os jainistas também se esforçam em não danificar plantas no dia a dia, se possível. Embora admitam que plantas precisam ser destruídas para o ser humano se alimentar, os jainistas somente permitem essa destruição quando ela é absolutamente indispensável para a sobrevivência humana. Existem instruções especiais para proteger as plantas de destruição desnecessária. Os jainistas costumam se desviar de seu caminho para não ferir insetos e outros pequenos animais que estejam no caminho. Jainistas não costumam sair de casa à noite, porque existe maior risco de se pisar em insetos durante o período noturno. Na visão dos jainistas, ferir algum ser por negligência é tão grave como ferir deliberadamente algum ser. Comer mel é terminantemente proibido, pois isso significaria cometer violência contra as abelhas. Alguns jainistas não trabalham na agricultura, pois isso significaria ferir ou matar acidentalmente vermes e insetos no solo, porém a agricultura não é proibida no jainismo, e existem jainistas agricultores.
Embora todas as formas de vida mereçam ser protegidas de agressões de acordo com a filosofia jainista, esta possui uma hierarquia de formas de vida. Seres móveis merecem maior proteção do que seres imóveis. Os seres móveis são divididos em seres com um sentido, dois sentidos, três sentidos, quatro sentidos e cinco sentidos. Quanto maior o número de sentidos, mais o ser merece proteção. Entre os seres com cinco sentidos, merecem mais proteção os seres racionais (ou seja, o ser humano).
Os jainistas concordam com os hindus que a violência é justificada em situações de autodefesa, e que um soldado que mata seu inimigo numa batalha está cumprindo seu dever. Historicamente, as comunidades jainistas aceitaram o uso da força para sua defesa: já existiram reis, comandantes e soldados jainistas.

## Budismo
Nos textos budistas, o ainsa (ou seu cognato páli avihiṃsā) é o primeiro dos cinco preceitos, e se aplica tanto aos leigos como aos monges. O preceito de ainsa não é um mandamento e sua transgressão não implica sanções religiosas, porém tem consequências cármicas e influi na reencarnação do praticante. Matar pode conduzir ao inferno, e matar um monge pode conduzir a um inferno mais severo e por um período de tempo mais prolongado. Acredita-se que salvar animais de serem mortos para alimentar humanos gera méritos que conduzem a uma reencarnação mais favorável. Os textos budistas não apenas recomendam o ainsa, mas também recomendam se evitar o comércio de produtos que contribuem ou são resultado de violência:

Estes cinco comércios não devem ser praticados pelos seguidores leigos: comércio de armas, comércio de seres vivos, comércio de carne, comércio de intoxicantes, comércio de venenos.— Anguttara Nikaya V.177
Ao contrário do que é válido para leigos budistas, a prática de ainsa implica sanções para os monges. Matar conduz à expulsão do monge do sanga, assim como cometer qualquer ofensa ao código de conduta budista Nicaia.

### Guerra
Formas violentas de se punir os criminosos e prisioneiros de guerra não são explicitamente condenados pelo budismo, mas este encoraja formas pacíficas de resolução de conflitos e punições com o menor grau possível de sofrimento. Os textos mais antigos condenam os estados mentais que conduzem a comportamento violento.
A não violência é um tema predominante no Cânon Páli. Embora os textos mais antigos condenem o assassinato nos termos mais fortes possíveis, e idealizem o rei ideal como um pacifista, tal rei é protegido por um exército. Parece que o ensino de Buda sobre a não violência não foi interpretado ou posto em prática como um sistema rígido de pacifismo e não serviço militar pelos primeiros budistas. Os textos mais antigos assumem que a guerra é um fato da vida, e que guerreiros bem treinados são necessários para a guerra defensiva. Nos textos em páli, recomendações para se abster da violência e de envolvimento com assuntos militares são direcionados aos membros do sanga; textos maaianas posteriores, que costumam estender as normas monásticas para os leigos, requerem tal conduta também para os leigos.
Os textos mais antigos não contêm a ideologia da guerra justa. Alguns argumentam que um sutra do Gamani Samyuttam proíbe toda forma de serviço militar. No trecho em questão, um soldado pergunta, a Buda, se é verdade que, como lhe disseram, um soldado morto em combate renascerá num reino celestial. Relutantemente, o Buda responde que, se o soldado tiver sido morto em combate enquanto sua mente era dominada pelo desejo de matar, ele sofrerá um renascimento desagradável. Nos textos mais antigos, o estado mental da pessoa no momento de sua morte é visto geralmente como tendo um grande impacto no seu renascimento.
Alguns budistas dizem que antigos textos justificam a guerra defensiva. Um exemplo é o Kosala Samyutta, no qual o rei Pasenadi, um rei justo querido por Buda, descobre que seu reino está prestes a ser atacado. Ele, então, se arma e lidera a defesa de seu reino. Ele perde a batalha mas ganha a guerra. Pasenadi, eventualmente, derrota o rei Ajatasatru e o captura vivo. Pasenadi, então, raciocina que o reino de Ajatasatru, Mágada, cometeu uma transgressão contra o reino de Pasenadi, porém Ajatasatru não cometeu uma agressão pessoal contra ele, Pasenadi. Além do mais, Ajatasatru era o sobrinho de Pasenadi. Pasenadi, então, decide libertar Ajatasatru ileso. Após o retorno de Pasenadi, Buda diz, entre outras coisas, que Pasenadi "é um amigo da virtude, familiarizado com a virtude, íntimo da virtude", enquanto o oposto é dito a respeito de Ajatasatru.
De acordo com os comentários teravadas, existem cinco requisitos para que um ato seja considerado de assassinato e carmicamente negativo: (1) a presença de um ser vivo, humano ou animal; (2) o conhecimento de que o ser é um ser vivo; (3) a intenção de matar; (4) o ato de matar através de algum meio; (5) a morte resultante. Alguns budistas argumentam que o ato de matar é complicado, e sua moralização se baseia na intenção. Outros argumentam que, em situações defensivas, o primeiro ato de um soldado visa a se defender e não a matar, e que, por isso, tal ato teria consequências cármicas negativas mínimas.
De acordo com B.R. Ambedkar, existem circunstâncias evidentes na doutrina de Buda que encorajam o ainsa. "Ame todos, e você não quererá matar ninguém". Sidarta Gautama diferenciou princípio e regra. Ele não fez, do ainsa, uma questão de regra, mas sim uma questão de princípio. Isso dá, aos budistas, liberdade de ação.

### Leis
Os imperadores das dinastias Sui, Tangue e Sungue inicial proibiram matar animais nos meses 1, 5 e 9 do calendário chinês. A imperatriz Wu Zetian proibiu matar animais por mais de um semestre durante o ano de 692.
Existiram proibições após a morte de imperadores, após orações budistas e taoistas e após desastres naturais, como a seca em Xangai em 1926. Houve uma proibição de oito dias após uma enchente em 1959.
As pessoas evitam matar animais durante alguns festivais, como o Festival dos Fantasmas e o Festival Vegetariano.